# .zw
.zwは、ジンバブエ(zimbabwe)に割り当てられている国別コードトップレベルドメイン(ccTLD)である。
IANAのwhoisリストにはレジストリのWebサイトが登録されていないが、少なくとも.co.zwの登録は、ジンバブエ・インターネット・サービス・プロバイダー協会(ZISPA: Zimbabwe Internet Service Providers Association)によって行われている。同協会は、設立の目的の一つは.zwドメイン全体の監視であるとしている。
.ac.zwの登録はジンバブエ大学によって行われている。運用は同大学のコンピュータセンターによって取り扱われる。.acセカンドレベルドメインの一般的な基準と同様、.ac.zwの登録は学術機関のみが行える。
.org.zwの登録は、ジンバブエの固定電話事業者であるテレワン・ジンバブエが行っている。このドメインは、NGOなどの組織や個人による使用を目的としているが、制限は明確ではない。